# Frieden von Saint-Germain (1679)
Der Frieden von Saint-Germain beendete den Schwedisch-Brandenburgischen Krieg. Im Vertrag vom 29. Juni 1679 zwischen Frankreich, Schweden und Brandenburg. Dabei musste der Große Kurfürst Friedrich Wilhelm das von ihm eroberte Schwedisch-Pommern an Schweden zurückgeben, da ihn seine Verbündeten, die Niederlande und der Kaiser nicht unterstützten und er mit Dänemark allein dem übermächtigen Frankreich gegenüberstand. Enttäuscht von diesem Verhalten schloss er sich nun eng an Frankreich an und verpflichtete sich in einem geheim gehaltenen Vertrag vom 25. Oktober 1679, Ludwig XIV. bei einer neuen Kaiserwahl seine Stimme zu geben. Brandenburg bekräftigte den Frieden von Nimwegen.
Mit dem Friedensvertrag wuchs dem Großen Kurfürsten nur ein kleiner Landstreifen östlich der Oder mit den Orten Kammin, Greifenhagen und Bahn zu, er durfte dort jedoch keine Befestigungen errichten. Schmerzlich war der Verlust der Hafenstädte Stralsund und Stettin sowie der Insel Rügen, denn Brandenburgs Pläne zu einem verstärkten Engagement im Überseehandel wurden durch den ungünstigeren Zugang zur Ostsee beeinträchtigt. Die Schweden verzichteten zugunsten Brandenburgs auf ihren Anteil am Kolberger Zoll; Frankreich zahlte für Schweden 300.000 Taler an den Großen Kurfürsten.
Bei der Vertragsunterzeichnung in Saint-Germain-en-Laye soll Friedrich Wilhelm geäußert haben: “Exoriare aliquis nostris ex ossibus ultor!” (deutsch: „Rächer, erstehe du mir einst aus meinen Gebeinen!“).